# 상퀼로티드
상퀼로티드(프랑스어: Sansculottides 상퀼로티드[*])는 프랑스 혁명력에서 1년 열두달에 들지 않는 5~6일이다.

## 같이 보기
- 파구메
- 치윤